# Pedocentrismus
Pedocentrismus je pedagogický směr dvacátého století, odvozený od myšlenek knihy E. Keyové ,,Století dítěte“ (1903). Podřizuje cíle výchovy a vzdělávání zcela individuálním potřebám a zájmům dítěte, přeceňuje však hlediska biologická před společenskými. Později i některými svými představiteli (J. Dewey) odmítnut jako příliš jednostranný.

## Znaky pedocentrismu
Pedocentrismus se vyznačuje těmito znaky:
1. princip individualizace – předpokládá práci s rozmanitými možnostmi jednotlivých dětí, jedná se o jeden ze základních principů reformní pedagogiky, která předpokládá práci s rozmanitými možnostmi jednotlivých dětí a zároveň je to příležitost k využití mnoha různorodých metodických postupů
2. princip samostatnosti a aktivity – výchozím bodem je úkol, nikoli čas a to přispívá k vytvoření žákovské dovednosti plánovat a odhadovat čas potřebný pro splnění úkolu
3. rovnoprávný vztah dětí a dospělých – pedocentrismus není pouze konceptem uplatňovaným ve školním prostředí, ale také při rodinné výchově, pedocentrismus považuje za důležité právě rovnoprávný vztah dětí a dospělých v tom smyslu, že učitel či rodič dítěti nic nenařizuje, namísto toho s ním vede diskuzi a ctí jeho názory a pohledy
4. dítě si tvoří výuku – liší se od konkrétní alternativní koncepce, avšak styčným bodem je, že dítě má svobodu v tom, co se bude učit, záleží na jeho preferencích a samo si upravuje časový i tematický rozvrh
5. důraz na praxi – dbá se na to, aby všechny poznatky, které se dětem dostávají, měly přímou spojitost s reálným světem, to není pouze uplatnění nabytých vědomostí a dovedností v praktickém životě, ale také vztahování učiva na prožité zkušenosti žáků
6. důraz na vnitřní kázeň – sebekázeň, zodpovědnost – jako opak autoritativního vedení výchovy a vzdělávání
7. důraz na spontánní činnost dětí a vzbuzení zájmu – spontánní zájem vede k soustředěné práci a není třeba kázeňských prostředků

## Pedocentrismus na běžných školách
S pedocentrismem často souvisí i projektová metoda, která je hojně využívána právě při aplikaci tohoto přístupu. Projektová metoda bývá často využívána na i běžných školách v České republice. Projektová metoda je vyučovací metoda, jíž jsou žáci vedeni k řešení komplexních problémů a získávají zkušenosti praktickou činností a experimentováním. Žáci mají vliv na výběr tématu, vychází z jejich prožitků. Bývá spojována právě s alternativními přístupy k vyučování. Projektová metoda došla k širokému uplatnění na běžných školách v České republice. Nabízí nejen integraci učiva do logicky uspořádaných celků odpovídajících praktickým životním situacím. Umožňuje také samostatnou i skupinovou práci, kladení otázek a jejich zkoumání. Stanovuje jasný cíl, odpovědnost za proces i výsledek řešení.

## Pedocentrismus a alternativní metody v praxi
Vzhledem k tomu, že pedocentrický přístup není typickým a preferovaným způsobem vyučování, k jeho uplatňování často dochází v alternativních školách. Tyto alternativní školy sdílí podobné znaky, jako například důraz na samostatnou práci dítěte, vlastní objevování, svobodu dítěte ve volbě učiva atd. Tyto koncepty jsou tedy orientovány na dítě a vycházejí z pedocentrismu.
V České republice momentálně funguje několik škol, které pracují právě na těchto principech. Jedná se o:
- Waldorfská (MŠ, 1. i 2. stupeň ZŠ, SŠ)
- Montessori (MŠ, 1. i 2. stupeň ZŠ)
- Daltonská (MŠ, 1. i 2. stupeň ZŠ, SŠ)
- Jenská (1. stupeň ZŠ)
- Začít spolu (MŠ, 1. stupeň ZŠ)
- Zdravá škola (MŠ, 1. i 2. stupeň ZŠ, SŠ)
- Integrovaná tematická výuka (MŠ, 1. stupeň ZŠ)
- Lesní / přírodní škola (MŠ, SŠ)
- Svobodná demokratická škola (ZŠ)[6]